# صلاة (مسيحية)

عائلة مسيحية تصلّي صلاة الشكر.

في المسيحية، قام المسيح بتعليم تلاميذه الصلاة الربيّة (أبانا) المعتمدة من كل الكنائس المسيحية. كما يوجد العديد من كتب الصلاة والصلوات المعتمدة في بعض الكنائس وليس الأخرى مثل صلاة السلام عليك يا مريم التي تصليها الكنيسة الكاثوليكية ولا تصليها باقي الكنائس. وهناك صلوات خاصة بكل كنيسة. فيشكل هذا الاختلاف باقة صلاة ترفع وتقرب إلى الله. كما كان المسيح يصلي مع التلاميذ ويصلي منفردا على الجبل، كذلك في الحياة المسيحيّة هناك صلاة جماعيّة وصلاة فرديّة.
في المسيحية، الصلاة هي عملية تقرب إلى الله، ويجب على المرء الصلاة قبل وبعد الطعام والنوم والسفر وإلى آخره من الفعاليات حتى ولو كانت صغيرة.ّ